# 다이세쓰산 국립공원
다이세쓰산 국립공원(일본어: 大雪山国立公園)은 일본 홋카이도 북부에 위치한 국립공원이다. 일본에서 가장 먼저 설립된 국립공원일 뿐만 아니라 2,267.64 km2의 면적으로 가장 넓다.
연간 방문자는 6백만명이며, 일본에서 얼마 남지 않는 큰곰과 고산식물의 보고지이다. 활화산이 위치해 있다.

## 같이 보기
- 일본의 국립공원
- SOS 조난사건